# Епандська обсерваторія
Епандська астрономічна обсерваторія (фр. Observatoire astronomique d'Épendes), також відома як Обсерваторія Роберта Нефа (фр. Observatoire Robert A. Naef) — астрономічна обсерваторія у Швейцарії, розташована в муніципалітеті Епанд в кантоні Фрібур, на висоті 680 м. Її метою є популяризація астрономії.
Обсерваторія Нефа відкрилась 19 травня 1984 року й була названа на честь Роберта Адольфа Нефа (1907–1975). Від 2005 до 2013 року Петер Кохер, спостерігаючи з цієї обсерваторії, відкрив 130 астероїдів.

## Опис

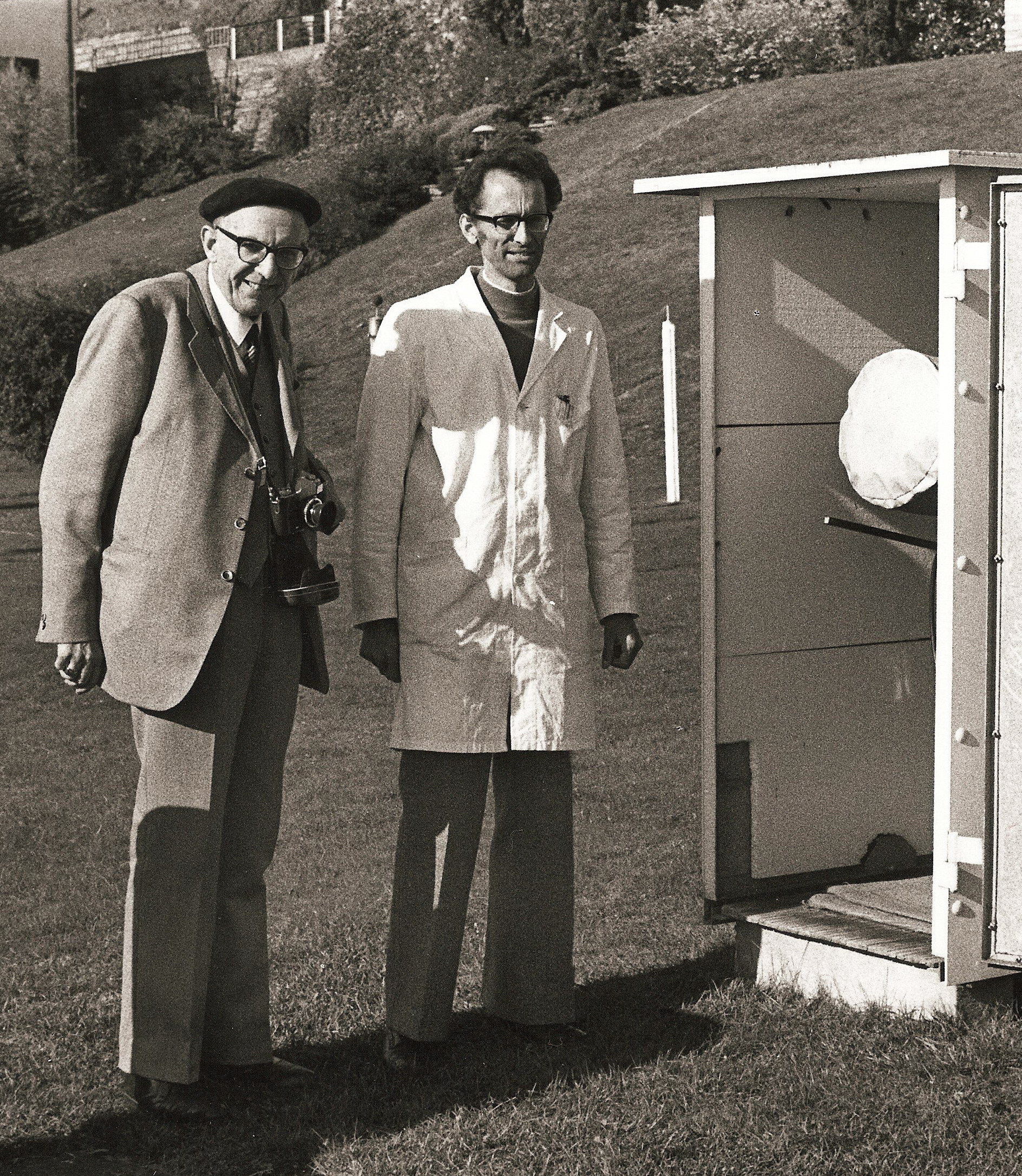
Роберт Неф та С. Кортезі у 1973 році в Локарно під час проходження Меркурія по диску Сонця.

Фонд Роберта Нефа був заснований з ініціативи його вдови Дейзі Неф-Рітер. За статутом, фонд має на меті вшанувати пам'ять Роберта Адольфа Нефа (1907–1975), встановивши його телескоп Reinfelder & Hertel у нещодавно збудованій астрономічній обсерваторії в кантоні Фрібур.
Обсерваторія відсвяткувала 20-річчя у 2004 році та 40-річчя у 2024 році.

## Обсерваторія
Епандська астрономічна обсерваторія розташована за кілька кілометрів на південь від міста Фрібур, у сільській місцевості, на висоті 680 м. Обсерваторія належить некомерційній організації Фонду Роберта Нефа. Експлуатацію та щоденне технічне обслуговування забезпечує Асоціація друзів Епандської обсерваторії (фр. Association des Amis de l'Observatoire d'Épendes, AAOE).
Завдяки розташуванню на південь від великої агломерації Фрібург та за 22 км на північ від Бюля обсерваторія відносно легкодоступна для відвідувачів, що допомагає їй популяризувати астрономію, зокрема серед дітей та підлітків, а також серед населення загалом. Обсерваторія відкрита для безкоштовного відвідування щоп'ятниці ввечері.
Школи також можуть замовити спеціальні екскурсії до обсерваторії французькою або німецькою мовами. Для школярів з "канікулярними паспортами" обсерваторія відкрита під час літніх та осінніх шкільних канікул.
Групи відвідувачів можуть забронювати обсерваторію на вечір середи або суботи, з астрономічними спостереженнями або без них.

## Інструменти та обладнання
Телескоп Рейнфельдера та Гертеля - спадщина Роберта Адольфа Нефа, на честь якого названа обсерваторія. Це рефрактор діаметром 162,5 мм з фокусною відстанню 1435 мм, що забезпечує збільшення у 150 разів.
Телескоп Келлера працює в обсерваторії від 2004 року. Це телескоп Кассегрена, оснащений дзеркалом діаметром 50 см з фокусною відстанню 5000 мм. Він встановлений на німецькому монтуванні й повністю керується комп'ютером. Телескоп дозволяє отримувати детальні зображення далекого космосу. Система наведення NGC Max дозволяє автоматичне відстеження та наведення.
Celestron C14 — телескоп Кассегрена з діаметром дзеркала 356 мм і фокусною відстанню сягає 3910 мм.
Целостат VTT 120 - сонячний телескоп, спеціально виготовлений для Епандської обсерваторії фірмою AOK (Astro Optik Kohler). Він дозволяє спостерігати Сонце, сонячні плями, факели, обертання Сонця, фраунгоферові спектральні лінії, а через світлофільтр у лінії H-альфа можна спостерігати протуберанці.

## Відкриття
Центр малих планет визнає відкриття в Епандській обсерваторії 133 астероїдів. Усі ці відкриття зробив Петер Кохер між 2005 і 2013 роками. Він вказав місцем відкриття сусідню комуну Марлі, бо Епанд здавався надто малим і не був позначений в атласі міжнародної організації. Це виправили 24 лютого 2023 року, і тепер обсерваторія Нефа в базі даних Центру малих планет офіційно знаходиться в Епанді.